# Павол Гостич
Павол Гостич (словац. Pavol Gostič, нар. 5 листопада 1966, Стропков) — чехословацький та словацький футболіст, який грав на позиції нападника. Провів 2 матчі у складі збірної Словаччини.

## Клубна кар'єра
Гостич розпочав футбольну кар'єру в клубі «Тесла» з рідного міста Стропков, з яким виступав у другій чехословацькій лізі. У 1986 році перейшов до братиславського «Слована» і дебютував у першій чехословацькій лізі. У 1988–1989 роках проходив військову службу у клубі «Дукла» (Банська Бистриця), після чого повернувся до «Слована», з яким у 1992 році виграв чемпіонат Чехословаччини, а після розпаду Чехословаччини став чемпіоном Словаччини, також виграв Кубок і Суперкубок країни у 1994 році.
Надалі грав за словацькі клуби «Кошице», «Інтер» (Братислава), «Локомотив» (Кошице) та «Артмедія» (Петржалка), а завершував ігрову кар'єру у Австрії в аматорських клубах «Уніон» (Гофштеттен-Грюнау) та «Гунтрамсдорф».

## Виступи за збірні
20 квітня 1994 року Гостич дебютував за збірну Словаччини в товариському матчі проти Хорватії (4:1), а 22 лютого наступного року зіграв свій другий і останній матч за збірну — проти Бразилії (0:5).

## Досягнення
- Чемпіон Чехословаччини (1): 1991/92
- Чемпіон Словаччини (1): 1993/94
- Володар Кубка Словаччини (1): 1993/94
- Володар Суперкубка Словаччини (2): 1993, 1994